# Kanyabayonga
Kanyabayonga est une commune rurale située à cheval sur les territoires de Lubero et de Rutshuru dans la province du Nord-Kivu à l'est de la république démocratique du Congo.

## Géographie
Elle est située sur la route nationale 2 (RN2) à 152 km au nord du chef-lieu provincial Goma.

## Histoire
Dans le cadre de l'offensive militaire du mouvement du 23 mars (M23) menée à partir de mars 2022 dans l'est de la république démocratique du Congo, Kanyabayonga est considéré comme une ville stratégique dont la voie principale permet de rejoindre les villes de Lubero, Butembo et Béni dans la partie septentrionale du Nord-Kivu, ainsi que Goma dans le sud de la région,. La ville est conquise par le M23 fin juin 2024,.

## Administration
Localité de 20 651 électeurs enrôlés en 2018, elle a le statut de commune rurale de moins de 80 000 électeurs, elle compte 7 conseillers municipaux en 2019.

## Population
Le recensement date de 1984,.
| 1984 | 2004   | 2012   |
| ---- | ------ | ------ |
| -    | 25 499 | 31 335 |

En 2024, la population de la ville est estimée à plus de 60 000 habitants dont beaucoup sont des réfugiés fuyant les différents combats au Kivu.